# Skorhagafoss
Der Skorhagafoss ist ein Wasserfall im Hauptstadtgebiet von Island.
Dieser Wasserfall liegt an der Südküste des Hvalfjörðurs.
Der Hvalfjarðarvegur  überquert den Fluss kaum 500 m westlich vom Skorhagafoss und dieser ist leicht zu übersehen.
Der Fluss Brynjudalsá fließt aus dem See Sandvatn und stürzt nur 4 m in die Tiefe.
Nur 8 km (Luftlinie) entfernt stürzt der Glymur 196 m tief.
Er war bis zur Entdeckung des Morsárfosses Islands höchster Wasserfall, ist aber nur mit einer Wanderung zu erreichen.